# Comté de San Juan (Utah)
Pour les articles homonymes, voir San Juan et Comté de San Juan.
Le comté de San Juan (en anglais : San Juan County) est l’un des vingt-neuf comtés de l’État de l'Utah, aux États-Unis. Il a été créé en 1880. Le siège du comté est à la ville de Monticello. Selon le recensement de 2000, sa population est de 14 413 habitants.
De par sa superficie, le comté de San Juan est le plus vaste de l’État. Sa superficie est de 20 547 km2, dont 20 254 km2 sont de terre.

## Démographie
| Groupe            | Comté de San Juan | Utah | États-Unis |
| ----------------- | ----------------- | ---- | ---------- |
| Amérindiens       | 50,4              | 1,2  | 0,9        |
| Blancs            | 45,8              | 86,1 | 72,4       |
| Métis             | 2,3               | 6,0  | 2,9        |
| Autres            | 1,0               | 3,6  | 6,4        |
| Asiatiques        | 0,3               | 2,0  | 4,8        |
| Afro-Américains   | 0,2               | 1,1  | 12,6       |
| Total             | 100               | 100  | 100        |
|                   |                   |      |            |
| Latino-Américains | 4,4               | 13,0 | 16,7       |

Selon l'American Community Survey pour la période 2011-2015, 58,56 % de la population âgée de plus de 5 ans déclare parler l'anglais à la maison, 35,62 % déclare parler le navajo, 3,46 % espagnol, 0,83 % une autre langue amérindienne et 1,54 % une autre langue.

## Images

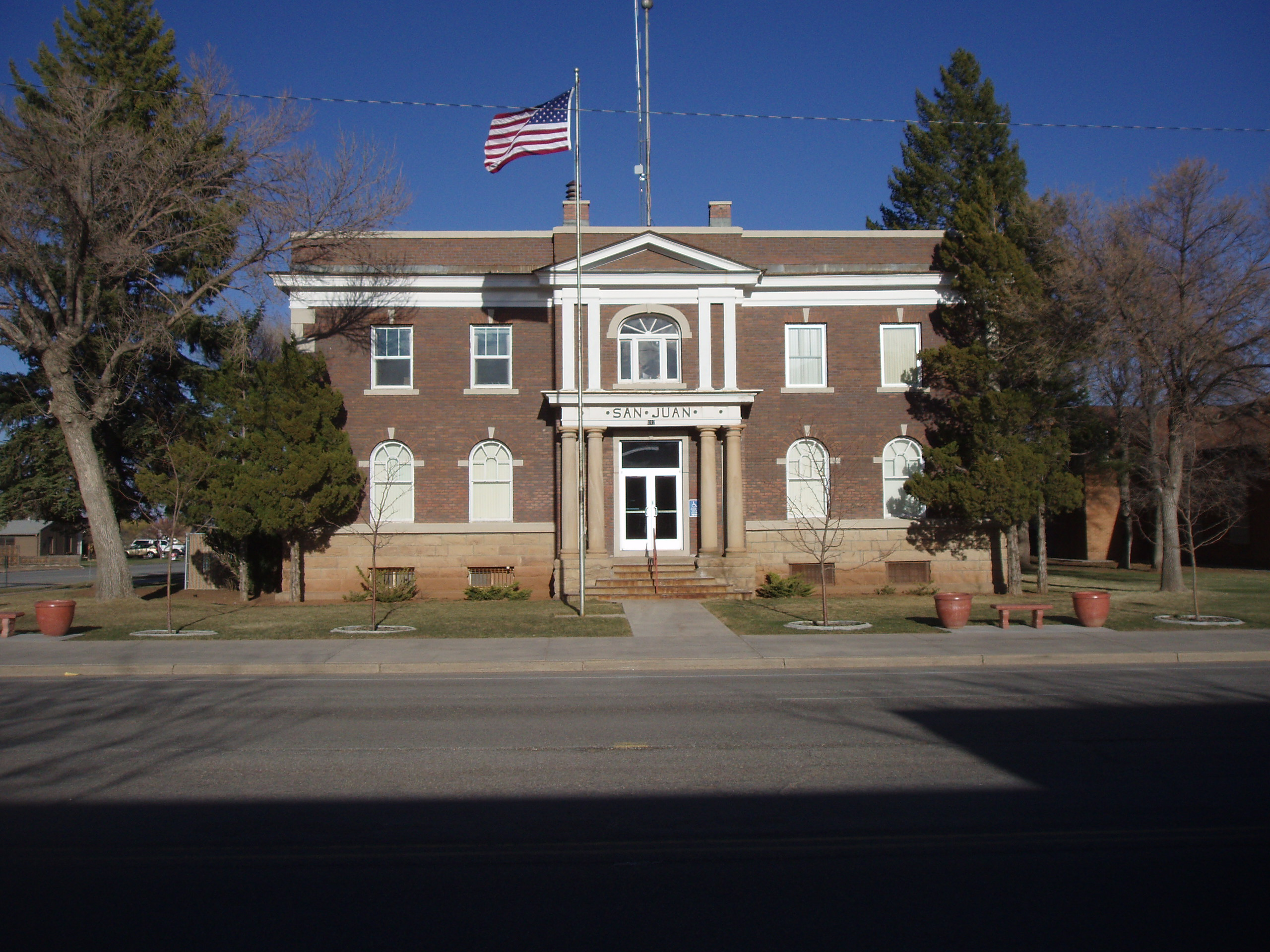
Tribunal du comté à Monticello.
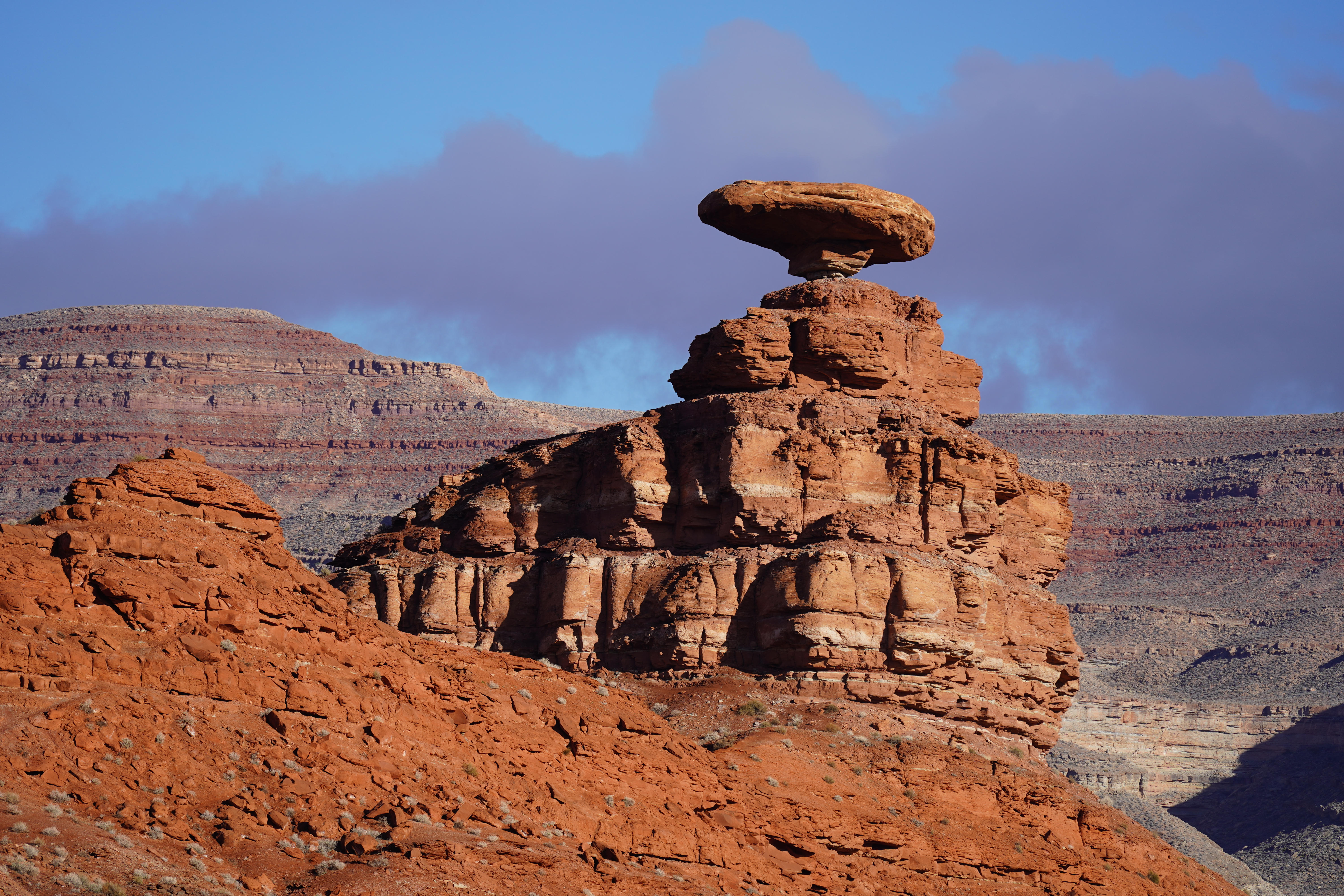
Mexican Hat Rock.
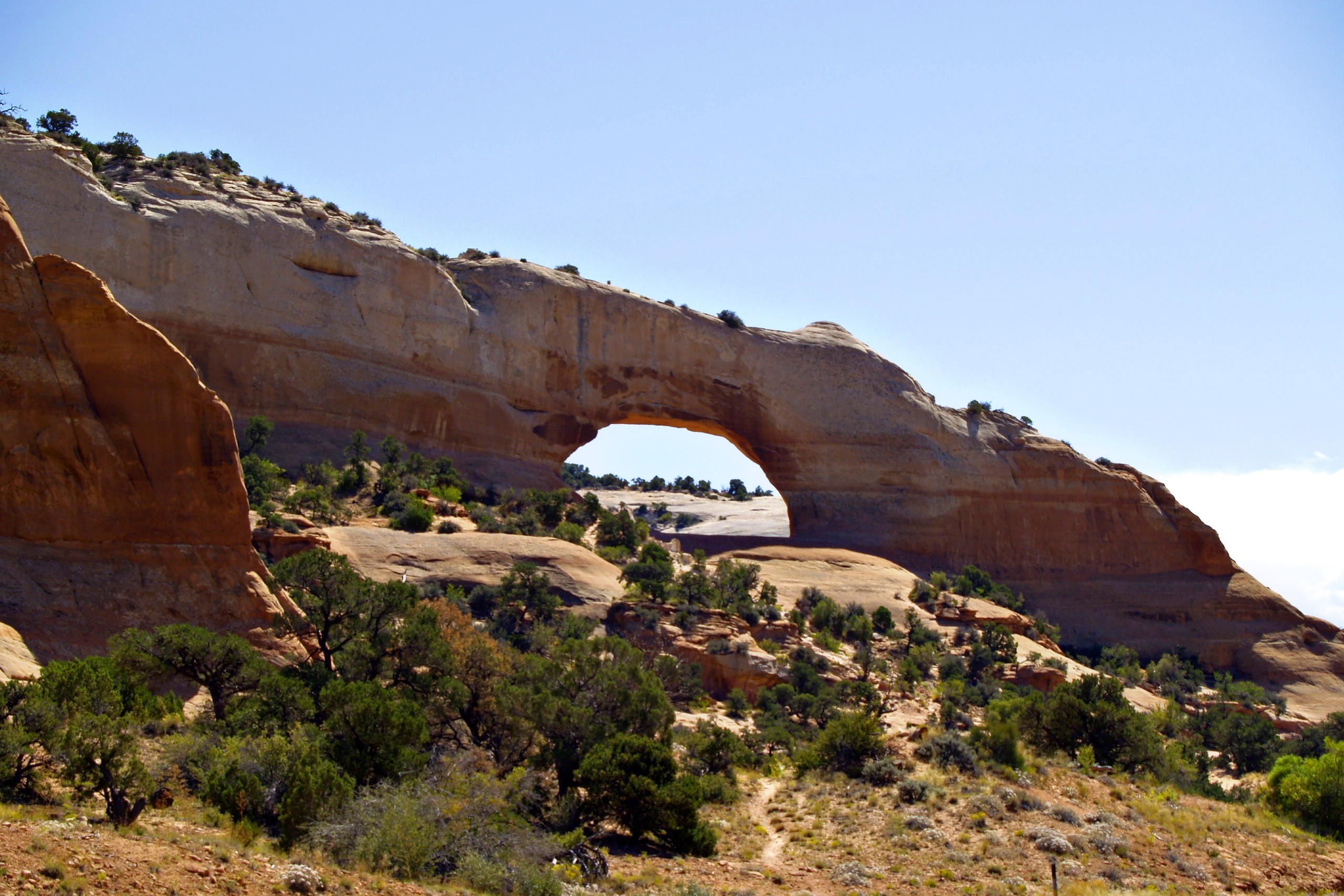
Wilson Arch.
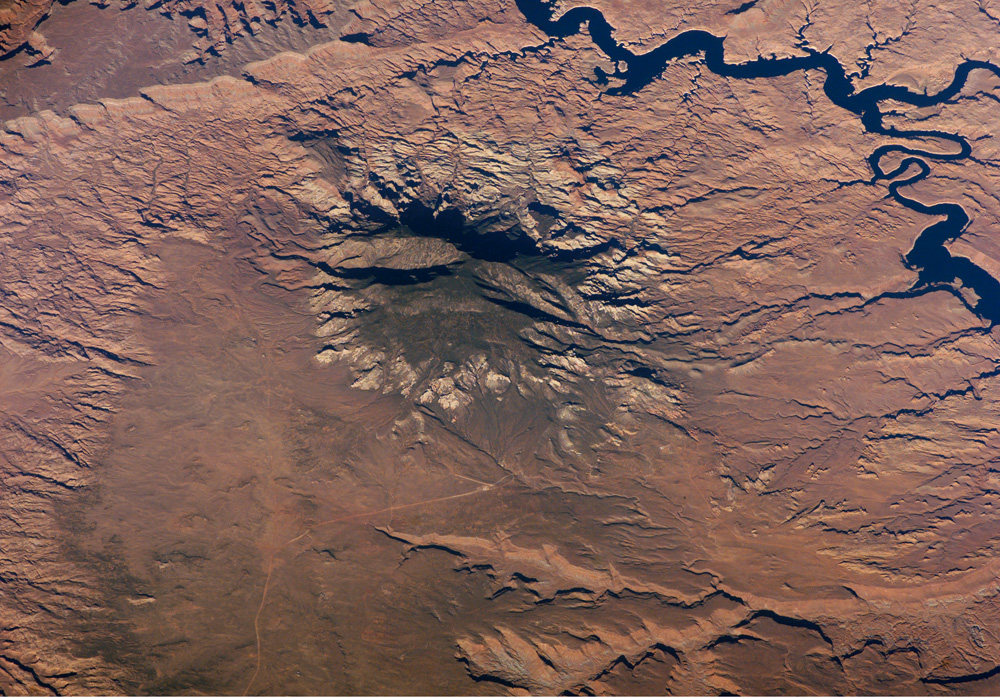
La montagne Navajo vue de l'espace.
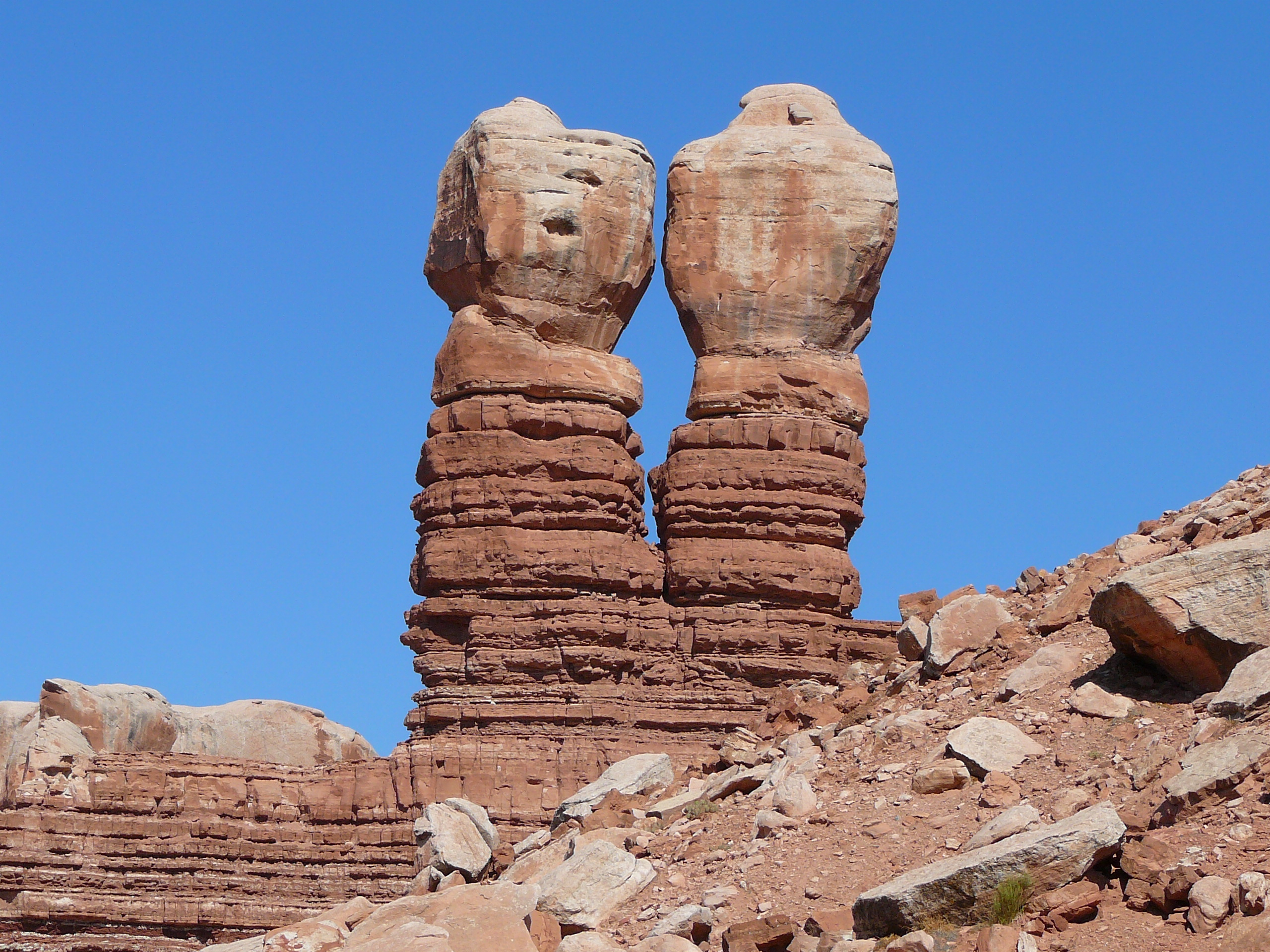
Les Navajo Twin Rocks, une formation rocheuse située à Bluff.
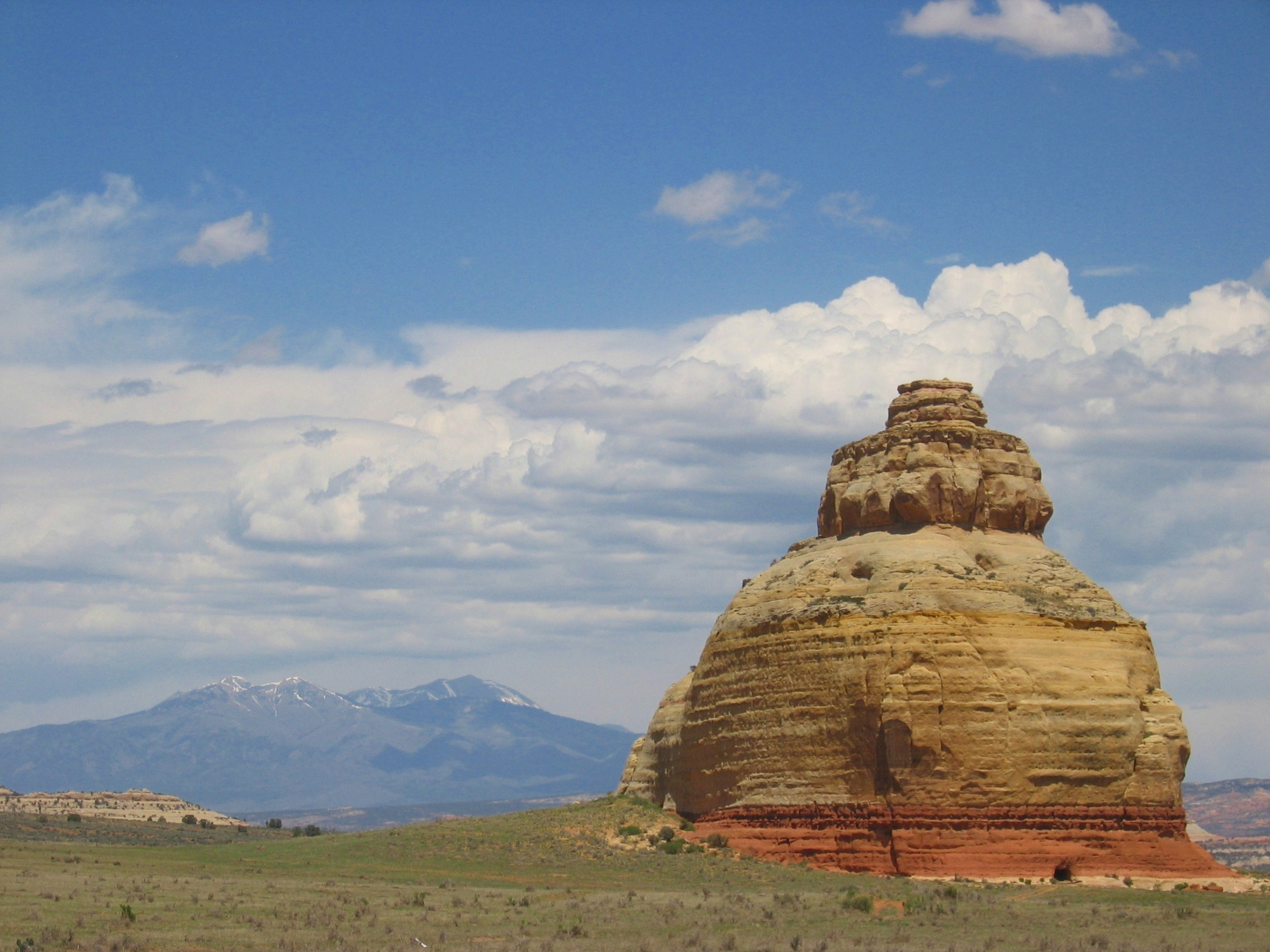
Church Rock.
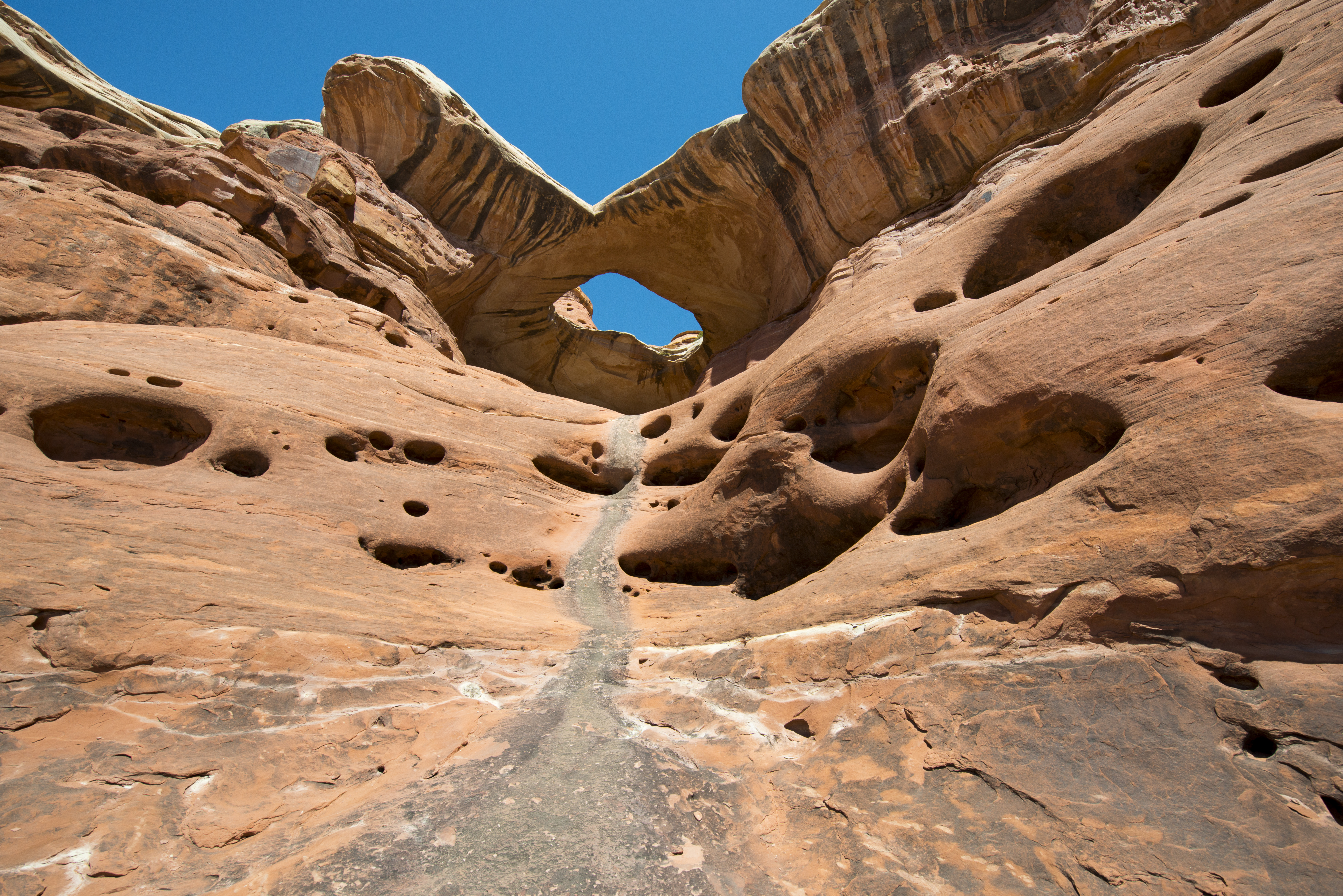
Paul Bunyans Potty
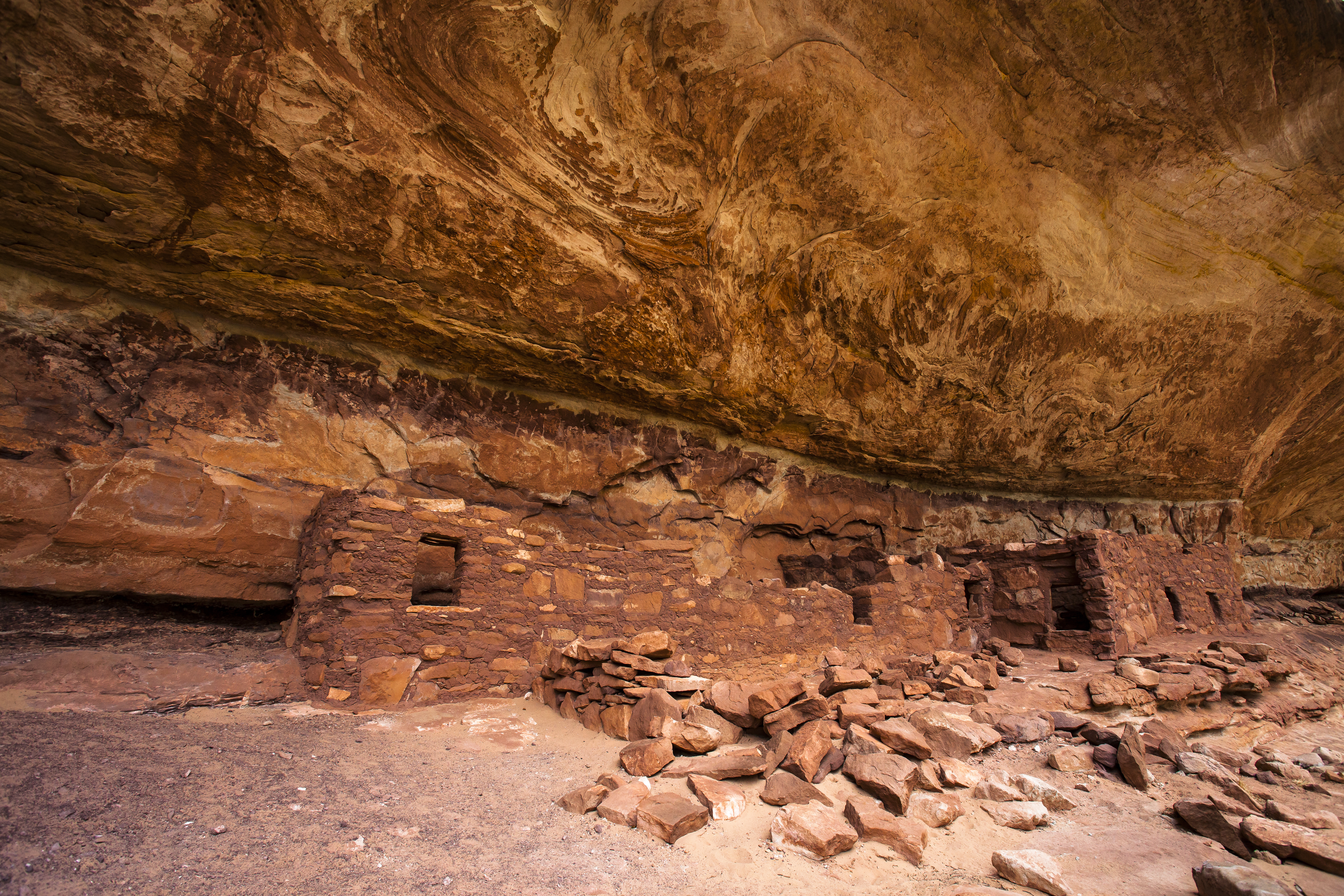
Ruine anasazie de Horse Collar Ruin
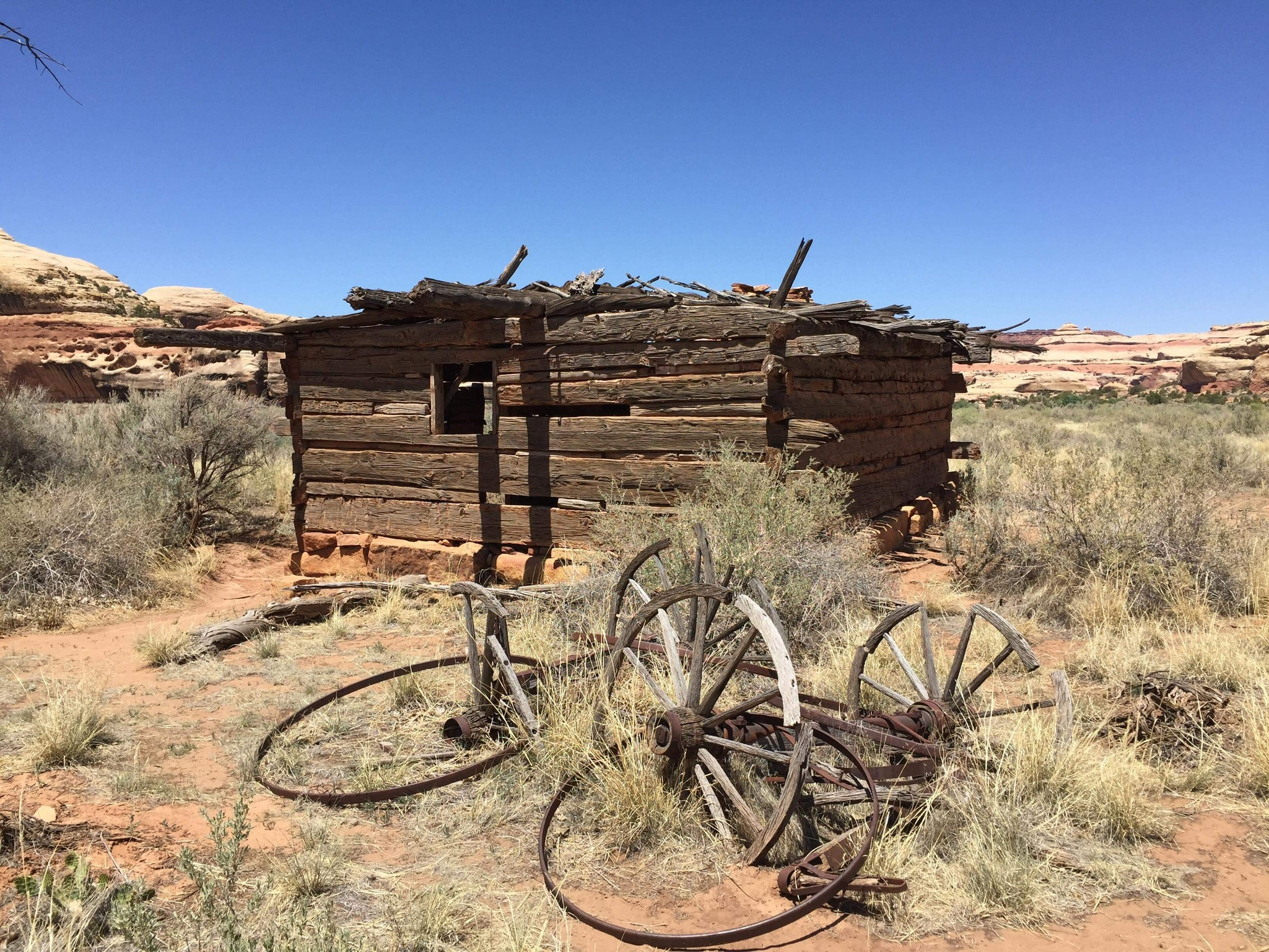
Kirk's Cabin Complex

## Mine Blue Lizard
En 1951 a été ouverte la mine Blue Lizard dans le district de Red Canyon. On y extrait du minerai d'uranium et de cuivre. Le gisement a été découvert en 1898, mais l'exploitation et la production ont commencé en 1951. On y trouve une centaine de minéraux différents, dont 27 ont comme localité type cette mine — c'est-à-dire ont été découverts sur ce site — comme la meisserite, la redcanyonite, la feynmanite ou la bluelizardite qui en porte le nom. Le minerai se trouve dans des siltites et des grès, datant du trias tardif.